# Madhoo
Madhoo Shah (nacida Madhubala; 26 de marzo de 1969) es una actriz de cine india conocida por sus trabajos predominantemente en películas en hindi, tamil, telugu, kannada y malayalam. Ella es mejor recordada por sus representaciones en el éxito hindi Phool Aur Kaante (1991) de Kuku Kohli, el éxito tamil de Mani Ratnam Roja (1992), el cual ganó el Premio Nacional de Cine a la Mejor Película sobre Integración Nacional, nominación a Mejor Película en el XVIII Festival Internacional de Cine de Moscú; El éxito en telugu de K. Raghavendra Rao, Allari Priyudu (1992), que se proyectó en el Festival Internacional de Cine de la India, en la sección principal; Sangeeth Sivan  Malayalam lanzó Yodha (1992), y el éxito en tamil de S. Shankar Gentleman (1993) Es la presentadora de la conocida serie de televisión musical Rangoli en el canal DD National desde agosto del 2019.

## Primeros años y familia
Madhoo es tamil. Fue educada en St. Joseph's High School, Juhu y en la Universidad de Bombay. Es sobrina de la actriz Hema Malini y, por tanto, prima de Esha Deol.

## Carrera profesional
Madhoo fue contratada por el director de acción Veeru Devgan para el debut de su hijo Ajay Devgan en Phool Aur Kaante (1991), pero su primer lanzamiento fue en Azhagan (1991), coprotagonizada por Mammooty, Bhanupriya y Geetha. Hizo su debut en la película malayalam Ottayal Pattalam, frente a Mukesh. Hizo su regreso en 2008, en la película en hindi, Kabhi Socha Bhi Na Tha, y ha aparecido en papeles secundarios en películas desde entonces. Ha actuado en 5 películas con su nombre real Madhu. Regresó a la pantalla tamil con Balaji Mohan en la película bilingüe Vaayai Moodi Pesavum/Samsaaram Aarogyathinu Haanikaram en 2014. Es la presentadora de la serie de televisión de música DD National Rangoli desde agosto del 2019.

## Vida personal
Se casó con Anand Shah el 19 de febrero de 1999. Tiene dos hijas, Amaya y Keia.

## Filmografía

### Largometrajes
| Year | Title                            | Rol                    | Idioma                               | Notas                                                    |
| ---- | -------------------------------- | ---------------------- | ------------------------------------ | -------------------------------------------------------- |
| 1991 | Azhagan                          | Swapna                 | Tamil                                |                                                          |
| 1991 | Phool Aur Kaante                 | Pooja                  | Hindi                                |                                                          |
| 1991 | Ottayal Pattalam                 | Gopika Varma/Indu      | Malayalam                            |                                                          |
| 1991 | Neelagiri                        | Anitha                 | Malayalam                            |                                                          |
| 1992 | Ennodishtam Koodamo              | Aarathi Menon          | Malayalam                            |                                                          |
| 1992 | Yodha                            | Ashwathy               | Malayalam                            |                                                          |
| 1992 | Vaaname Ellai                    | Karpagam               | Tamil                                |                                                          |
| 1992 | Roja                             | Roja                   | Tamil                                | Premio especial del premio estatal de cine de Tamil Nadu |
| 1992 | Allari Priyudu                   | Kavita Rani            | Telugu                               |                                                          |
| 1993 | Annayya                          | Saraswathi             | Kannada                              |                                                          |
| 1993 | Gentleman                        | Susheela               | Tamil                                |                                                          |
| 1993 | Pehchaan                         | Tina                   | Hindi                                |                                                          |
| 1994 | Elaan                            | Mohini Sharma          | Hindi                                |                                                          |
| 1994 | Prem Yog                         | Anita                  | Hindi                                |                                                          |
| 1994 | Senthamizh Selvan                | Vaidegi                | Tamil                                |                                                          |
| 1994 | Zaalim                           | Madhu                  | Hindi                                |                                                          |
| 1994 | Brahma                           | Chanda                 | Hindi                                |                                                          |
| 1994 | Janta Ki Adalat                  | Malathi                | Hindi                                |                                                          |
| 1994 | Puttinilla Metinilla             |                        | Telugu                               |                                                          |
| 1995 | Mohini                           | Ragini                 | Hindi                                |                                                          |
| 1995 | Diya Aur Toofan                  | Aasha                  | Hindi                                |                                                          |
| 1995 | Hathkadi                         | Rani                   | Hindi                                |                                                          |
| 1995 | Jallaad                          | Gayetri                | Hindi                                |                                                          |
| 1995 | Ravan Raaj                       | Geeta Suzie face       | Hindi                                |                                                          |
| 1995 | Hum Hain Bemisaal                | Marya                  | Hindi                                |                                                          |
| 1996 | Mr. Romeo                        | Madhu                  | Tamil                                |                                                          |
| 1996 | Diljale                          | Shabnam                | Hindi                                |                                                          |
| 1996 | Return of Jewel Thief            | Madhu                  | Hindi                                |                                                          |
| 1996 | Panchalankurichi                 | Pottu Kanni            | Tamil                                |                                                          |
| 1997 | Chilakkottudu                    | Madhu                  | Telugu                               |                                                          |
| 1997 | Udaan                            | Madhu                  | Hindi                                |                                                          |
| 1997 | Mere Sapno Ki Rani               | Vandana Nehle          | Hindi                                |                                                          |
| 1997 | Yeshwant                         | Raagini Yeshwant Lohar | Hindi                                |                                                          |
| 1997 | Iruvar                           | Dancer                 | Tamil                                | Aparición especial en la canción "Narumughaye"           |
| 1997 | Sher-E-Hindustan                 | Dancer                 | Hindi                                | Aparición especial en la canción                         |
| 1998 | Hafta Vasuli                     | Inspector Durga        | Hindi                                |                                                          |
| 1998 | Khote Sikkey                     | Suman                  | Hindi                                |                                                          |
| 1998 | Ganesh                           | Divya                  | Telugu                               |                                                          |
| 1998 | Zulm-O-Sitam                     | Meena 'Billo'          | Hindi                                |                                                          |
| 1998 | Sar Utha Ke Jiyo                 | Shalu                  | Hindi                                |                                                          |
| 1999 | Chehraa                          | Simran                 | Hindi                                |                                                          |
| 2002 | Mulaqaat                         | Archana Patkar         | Hindi                                |                                                          |
| 2008 | Kabhi Socha Bhi Na Tha           | Radhika                | Hindi                                |                                                          |
| 2011 | Tell Me O Kkhuda                 | Geeta                  | Hindi                                |                                                          |
| 2011 | Love U...Mr. Kalakaar!           | Ritu's Aunt            | Hindi                                |                                                          |
| 2013 | Anthaku Mundhu Aa Tharuvatha     | Vidhya                 | Telugu                               |                                                          |
| 2014 | Vaayai Moodi Pesavum             | Sridevi                | Tamil                                | Bilingüe                                                 |
| 2014 | Samsaram Aarogyathinu Haanikaram | Vidhya                 | Malayalam                            | Bilingüe                                                 |
| 2015 | Ranna                            | Saraswathi             | Kannada                              | Nominada - Premio Filmfare a la mejor actriz de reparto  |
| 2015 | Surya vs Surya                   | Nikhil's Mother        | Telugu                               |                                                          |
| 2016 | Nannaku Prematho                 | Divya's Mother         | Telugu                               |                                                          |
| 2016 | Naanu Mattu Varalakshmi          |                        | Kannada                              |                                                          |
| 2019 | Seetharama Kalyana               | Geetha's mother        | Kannada                              |                                                          |
| 2019 | Agni Devi                        | Shakuntala Devi        | Tamil                                |                                                          |
| 2019 | Premier Padmini                  | Shruthi                | Kannada                              |                                                          |
| 2020 | College Kumar                    | Janaki                 | Tamil Telugu                         | Bilingüe                                                 |
| 2021 | Nail Polish                      | Shoba Bhusan           | Hindi                                | Película de ZEE5                                         |
| 2021 | Raymo                            |                        | Kannada                              | Rodaje                                                   |
| 2021 | Thalaivi                         | Janaki Ramachandran    | Hindi Tamil Telugu                   | Posproducción                                            |
| 2021 | Ennitu Avasanam                  |                        | Malayalam                            | Rodaje                                                   |
| TBA  | Shaakuntalam                     | Menaka                 | Telugu Tamil Hindi Malayalam Kannada | Rodaje                                                   |

### Series de televisión
| Año  | Título                      | Función                       | Lengua    | Notas               |
| ---- | --------------------------- | ----------------------------- | --------- | ------------------- |
| 2001 | Kaveri                      | Kaveri                        | Tamil     |                     |
| 2002 | Devi                        | Devi                          | Hindi     |                     |
| 2012 | Soundaravalli               | Soundaravalli                 | Tamil     | Cameo               |
| 2017 | Aarambh: Kahaani Devsena Ki | Maharani Sambhavija/Padmavija | Hindi     | Doble función       |
| 2017 | Koshish Se Kamyabi Tak      | Invitado famoso               | Hindi     |                     |
| 2017 | D4 Joven v/s Sénior         | Juez de celebridades          | Malayalam | Gran episodio final |